# A-226
La carretera A-226 pertenece a la Red autonómica de carreteras de Aragón, y une las poblaciones de Teruel y Calanda, ambas en la provincia turolense.

## Historia
Tras las obras de la Autovía Mudéjar, la carretera tuvo que modificar ligeramente su trazado, para permitir el paso de la autovía, construyéndose un nuevo enlace con esta vía.

## Trazado actual

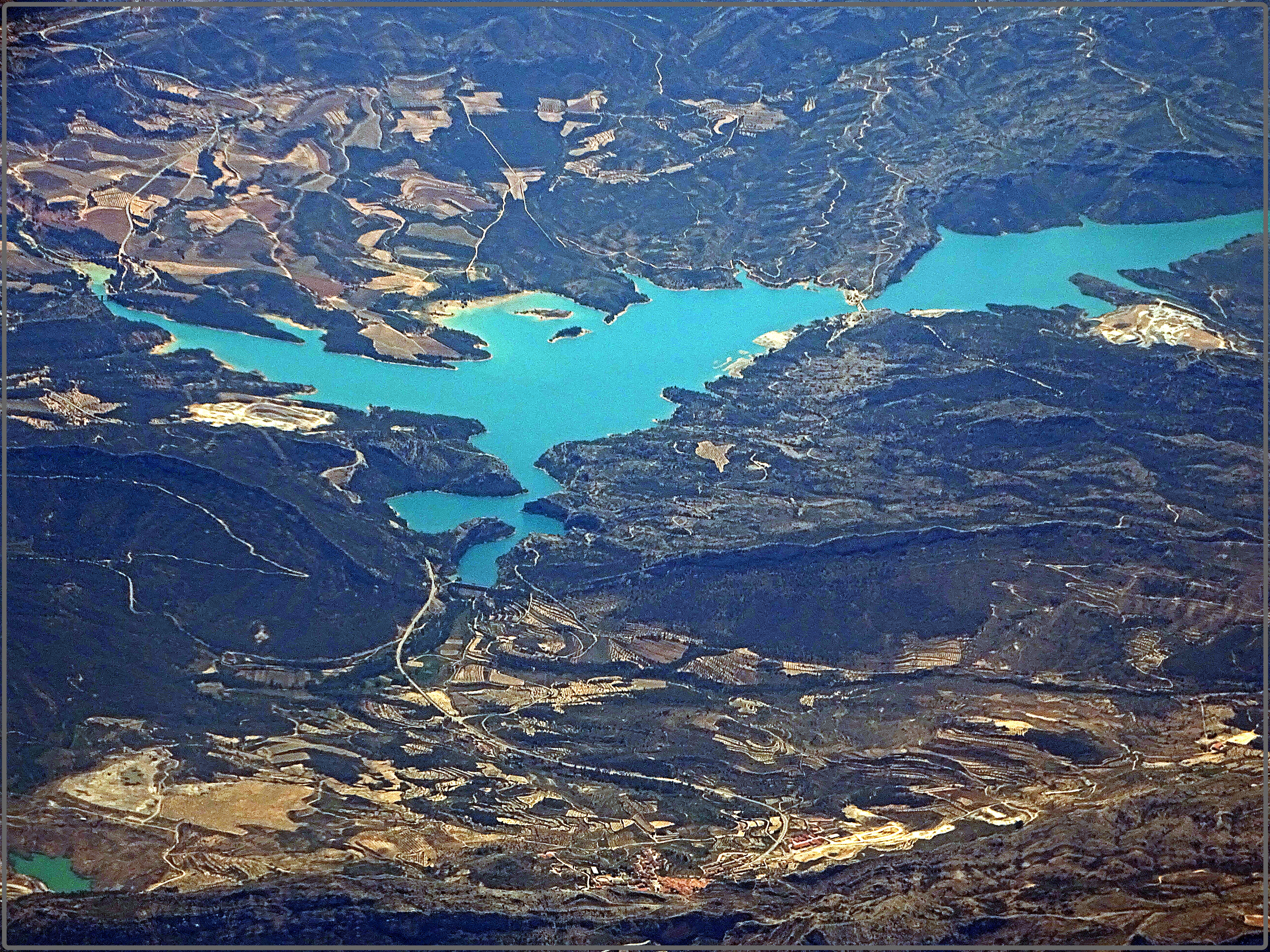
Carretera A-226 (parte inferior e izquierda de la imagen) a su paso junto al embalse de Santolea. En la parte inferior se ve Castellote.

Esta carretera conecta Teruel con Calanda, y es una carretera convencional. En gran parte de sus tramos atraviesa por zonas de montaña, caracterizándose por ser una carretera con muchas curvas. También atraviesa puertos de montaña como el Puerto de Cabigordo. Las localidades que atraviesa son: Corbalán, Cedrillas, Monteagudo del Castillo, Allepuz, Villarroya de los Pinares, Fortanete, Cantavieja y Mirambel. A partir de ahí la carretera termina en la provincia de Teruel y continúa en la provincia de Castellón pasando a denominarse CV-121. Tras atravesar la población castellonense de Olocau del Rey la carretera atraviesa nuevamente la provincia de Teruel y pasa a denominarse nuevamente A-226. En este tramo, atraviesa las localidades de Bordón, Castellote, Mas de las Matas hasta llegar a la localidad de Calanda donde enlaza con la carretera N-211.